# Таратута Ольга Іллівна
Ольга Іллівна Таратута (нар. 21 січня 1876 (або, можливо, 1874 чи 1878) — пом. 8 лютого 1938) — українська анархо-комуністка. Засновниця українського Анархістського чорного хреста.

## Ранні роки й активізм
Ольга Таратута (при народженні Елька Рувінська) народилася в селі Новодмитрівка (нині Херсонська область, Україна). Вона була дочкою єврейського торговця, який володів невеликим магазином. Після закінчення навчання в учительському училищі Ольга працювала вчителем.
Таратута була вперше заарештована за «політичними підозрами» в 1895 році. У 1897 році вона вступила в соціал-демократичну групу, пов'язану з братами Абрамом і Юдою Гроссманнами в Катеринославі. Ольга була членом Південно-Російського союзу робітників і Єлисаветградського комітету Російської соціал-демократичної робітничої партії з 1898 по 1901 рік. Потрапивши під гласний нагляд поліції, в 1901 році вона поїхала в еміграцію до Німеччини, а потім до Швейцарії; в цей період вона працювала в партійному органі «Іскра» й там познайомилася з Георгієм Плехановим і Володимиром Леніним.
У 1903 році, перебуваючи в Швейцарії, Таратута стала анархо-комуністкою. Вона повернулася до Одеси в 1904 році й приєдналася до організації «непримиренних», що складалася з анархістів та інших послідовників Яна-Вацлава Махайского. Ольга була арештована в квітні 1904 року, але була звільнена через відсутність доказів через кілька місяців. Після звільнення в початку 1905 року приєдналася до Одеської робочої групи анархо-комуністів. Вона почала набувати репутацію одного з видатних анархістів Російської імперії.
Таратута була знову арештована в жовтні 1905 року, але звільнена під час політичної амністії, що була оголошена після революції того року. Вона вступила в войовниче крило південноросійської групи анархо-комуністів, яка використовувала «безмотивний терор» — напади на інститути й представників буржуазії, а не на конкретних осіб. Ольга була причетна до вибуху бомби в одеському кафе «Лібман» в грудні 1905 року, за що 1 листопада 1906 була засуджена Одеським військово-окружним судом до 17 років позбавлення волі на каторзі. Її соратники були повішені.
Таратута втекла з одеської в'язниці в грудні 1906 років через Москву до Женеви. Вона приєдналася до групи «Бунтівник» і редагувала її однойменну газету. Увійшла в сформовану в Швейцарії першу анархістську бойову групу — Бойовий інтернаціональний загін анархістів-комуністів. Наприкінці 1907 року Ольга повернулася до Одеси, де брала участь у плануванні експропріації в Одесі, Києві та Катеринославі, атентатів проти генерала Олександра Каульбарса, командувача Одеської військової області, і проти генерала Толмачова, губернатора Одеси, і вибуху в Одеському трибуналі, сподіваючись спровокувати повстання на півдні України. Після провалу київської групи анархістів Таратута навіть організувала вибух в Лук'янівській в'язниці Києва і втечу заарештованих.
Таратута була арештована в березні 1908 року в Катеринославі з валізою, набитою ручними бомбами, й засуджена до 21 року позбавлення волі в Лук'янівській в'язниці. Вона була випущена в березні 1917 року, після Лютневої революції. У травні 1918 року вона вступила в Політичний червоний хрест, який допомагав ув'язненим і засланим революціонерам всіх політичних течій.
Хоча спочатку Ольга трималася на відстані від анархістського руху, зростаюче переслідування анархістів більшовицьким урядом надихнуло Таратуту приєднатися до «Голосу праці» та Конфедерації «Набат» в червні 1920 року. Вона повернулася в Україну у вересні 1920 року, після того, як махновці уклали перемир'я з радянською владою. Махновські командири дали їй 5 мільйонів карбованців, Ольга поїхала до Харкова й на ці гроші створила Анархічний чорний хрест, щоб допомагати ув'язненим і іншим переслідуваним анархістам.

## Радянські репресії
У листопаді 1920 року Таратута була заарештована під час радянської чистки України від анархістів і махновців. «Совєти» закрили Анархічний чорний хрест. Ольга була переведена в Москву в січні 1921 року, а в квітні 1921 року — в Орлов. В наступному місяці їй запропонували звільнення за умови, що вона публічно засудить свої анархічні переконання. Замість цього вона приєдналася до своїх колег-анархістів у 11-денному голодуванні. В березні 1922 року була заслана на два роки до Великого Устюга.
Після звільнення в 1924 році Таратута переїхала до Києва. В середині того ж року вона була знов заарештована за публікацію анархістської пропаганди, але незабаром була звільнена. У тому ж році вона переїхала до Москви та вступила до Товариства колишніх політкаторжан і засланців, яке намагалося домагатися пенсій для старих, збіднілих і хворих революціонерів, однак залишила його через неприйняття його підпорядкування більшовицькій владі (зокрема, протестуючи проти вербування в його рядах в члени РКП (б), його вітальних телеграм Третьому Інтернаціоналу й вимоги входження всіх його членів до МОДР).
1927 року вона приєдналася до міжнародної кампанії на підтримку Сакко і Ванцетті. У 1928 і 1929 роках Ольга написала безліч листів, намагаючись організувати міжнародну організацію для підтримки анархістів в радянських тюрмах. Вона переїхала до Одеси в 1929 році, де була заарештована за спробу організувати анархістську організацію серед залізничників та засуджена до двох років позбавлення волі.
Після звільнення Ольга повернулася в Москву. Вісім членів Всесоюзного товариства колишніх політкаторжан звернулися до влади з проханням надати їй пенсію як дуже хворій старій революціонерці, яка вкрай потребує допомоги. Однак вона знову була заарештована й засуджена в 1933 році, хоча про цей арешт мало що відомо.
Ольга Таратута була заарештована 27 листопада 1937 року по звинуваченню в анархістській і антирадянській діяльності. Вона була засуджена до смертної кари 8 лютого 1938 року й розстріляна в той же день.

## Додаткова інформація
Ольга Таратура згадується в грі Hearts of Iron IV як політичний радник України бабуся анархії.